# 티야나 보그다노비치
티야나 보그다노비치(세르비아어: Тијана Богдановић, Tijana Bogdanović, 1998년 5월 5일~)는 세르비아의 태권도 선수이다. 2016년 올림픽에서 은메달을 획득했으며, 2020년 하계 올림픽에서 동메달을 획득했다.

## 경력
크루셰바츠 출신으로 4살 때 태권도를 시작했으며, 신기두눔 대힉교에서 심리학을 전공했다. 2010년에 세르비아 유스 대표팀 선수로 발탁되었으며, 그 해 크로아티아 자그레브에서 열린 크로아티아 유스 오픈에서 동메달을 획득했다. 2014년 6월에 16세의 나이로 처음으로 성인 국가대표가 되어 스위스 로잔에서 열린 스위스 오픈을 통해 성인 국제 대회에 처음으로 출전했고 벨기에의 인드라 크란의 뒤를 이어 은메달을 획득했다. 같은 해 8월에는 중화인민공화국 난징에서 열린 2014년 하계 청소년 올림픽에 참가하였으며, 러시아의 타티야나 쿠다쇼바에게 패하여 5위로 대회를 마쳤다. 9월에는 오스트리아 인스브루크에서 열린 2014년 유럽 U-21 선수권 대회에서 크란의 뒤를 이어 은메달을 획득했다.
2015년부터 본격적으로 성인 국가대표로 활약했고 5월에 러시아의 첼랴빈스크에서 열린 2015년 세계 선수권 대회에 참가하여 처음으로 세계 태권도 선수권 대회에 출전했다. 이 대회에서 러시아의 스베틀라나 이구메노바와 함께 대한민국의 하민아와 중화인민공화국의 우징위의 뒤를 이어 동메달을 획득했다. 6월에는 아제르바이잔의 바쿠에서 열린 2015년 유러피언 게임에 참가하여 영국의 샬리 매덕의 뒤를 이어 은메달을 획득했다.
2016년 5월 스위스 몽트뢰에서 열린 2016년 유럽 선수권 대회에서 슬로베니아의 아나 페트루시치를 누르고 우승을 차지했다. 같은 해 8월에는 브라질 리우데자네이루에서 열린 2016년 하계 올림픽에 참가하며 18세의 나이로 올림픽에 처음 참가하게 되었다. 첫 상대인 아제르바이잔의 파티마트 아바카로바를 시작으로 중화인민공화국의 우징위, 멕시코의 이트셀 망하레스를 차례로 꺾으며 결승 진출에 성공했으며, 결승전에서 대한민국의 김소희에게 패하여 은메달을 획득했다. 이후 리우 올림픽 폐막식에서 세르비아 선수단 기수를 맡았다.

## 수상
- 세르비아 올림픽 위원회 올해의 젊은 운동선수 상(2015년)[3]

## 같이 보기
- 올림픽 태권도 메달리스트 목록